# Caladenia clavigera
Caladenia clavigera là một loài thực vật có hoa trong họ Lan. Loài này được A.Cunn. ex Lindl. mô tả khoa học đầu tiên năm 1840.